# カルロ・グランテ
カルロ・グランテ（Carlo Grante, 1960年 - ）は、イタリアのクラシック音楽と現代音楽のピアニスト。ドメニコ・スカルラッティの鍵盤曲をすべて録音した最初のピアニストである。

## 略歴
セルジオ・ペルティカローリ門下。サンタ・チェチーリア音楽院を卒業後、ジュリアード音楽院でルドルフ・フィルクスニーに師事した。
グランテの名を上げたのは、ソラブジの「超絶技巧百番練習曲」からの抜粋演奏に加え、ゴドフスキー＝ショパンの53の練習曲の全曲ライブ演奏および2度の全曲録音を果たしたことからである。
マイケル・フィニスィーからの献呈作品もあり、現代音楽への造詣も深いが、もっぱら演奏しているのは18世紀から20世紀の作品である。ムツィオ・クレメンティのソナタ全曲演奏を果たそうとしたが、中断した。その代わり、ベーゼンドルファー製グランドピアノによるドメニコ・スカルラッティの全曲録音を達成した。
2013年に初来日し、ショパンのバラードとスケルツォの全曲を演奏した。ルジネンティからピアノ演奏についての著書を出版している。

## 著書
- Appunti di studio―6 capolavori pianistici (pending)
- Criteri primari di metodologia pianistica, Rugginenti Editori, Milano, 2012. English Translation available as of 2013 (Fundamentals of Piano Methodology)